# 苏钢集团
苏钢集团全称为江苏苏钢集团有限公司，是位于位于苏州国家高新技术产业开发区通安镇的一家钢铁制造公司。

## 历史
前身是始建于1957年的苏州钢铁厂。1994年，江苏省体改委批准成立苏州钢铁股份有限公司。1995年，正式成立江苏苏钢集团有限公。
2000年5月，苏州市国资委、苏州市工投公司与北大方正集团有限公司签署资产重组协议，北大方正集团将全资收购苏钢集团。2003年，苏州市国资委与北大方正集团签署《江苏苏钢集团有限公司国有股权转让协议书》，北大方正集团正式入主苏钢集团。2008年12月，苏州市国土资源局经收储、挂牌将苏钢集团老厂区部分地块（位于虎丘区浒墅关镇）用途调整为住宅、商业、商务金融用地。后出让给苏钢集团。
2013年，北大方正集团为苏钢集团制定“北大方正·苏州现代服务业集聚区”项目规划，提出3至5年内，筹资100亿元投入苏钢老厂区的建设；同时，苏钢66-3号焦炉正式停运。2016年10月，陸家嘴集團取得老厂区所在地块。2023年11月，陸家嘴集團因因土地污染之故向苏钢集团索赔百亿。